# История книги
История книги — это история технических новшеств, связанных с изготовлением книг. Эти новшества улучшали хранение текста, доступность информации, мобильность книги, уменьшали стоимость её производства.
После изобретения древними цивилизациями систем записи люди начали использовать для письма почти все, на чём можно писать — глиняные таблички, кору дерева, листы металла и т. п.

### Свитки
В Древнем Египте для записи со времён Первой Династии использовался папирус (вид бумаги, сделанной из стеблей одноимённого растения). Однако первым свидетельством считают бухгалтерские книги царя Нефериркара Какаи Пятой Династии (приблизительно 2400 лет до н. э.). Отдельные листы папируса, для удобства хранения, склеивались в свитки. Эта традиция получила широкое распространение в эллинском и римском мире, хотя есть свидетельства, что использовались так же древесная кора и другие материалы. Согласно Геродоту (История 5:58), финикийцы принесли письменность и папирус в Грецию около X или IX века до н. э. Греческим словом для папируса как материала для записей стало «библион», а для книги — «библос» которое произошло от названия финикийского портового города Библос, через который папирус экспортировался в Грецию.
Египтяне долго сохраняли монополию выделки папируса, но в последние времена республики римляне завели собственные папирусные фабрики. У греков и особенно у римлян, несмотря на отсутствие книгопечатания, книжное дело стояло очень высоко: не говоря уже о библиотеках общественных, при императорах были частные библиотеки в 30 000 томов (или, точнее — свитков) и более. Книжные лавки встречались и в самых отдалённых провинциальных городах; в Риме были большие и малые книжные магазины и множество лавочек букинистов. При больших магазинах были залы, где находились многочисленные скорописцы; с их помощью автор мог издавать своё сочинение и за исключительное право продавать его иногда получал гонорар или по крайней мере даровые экземпляры.
Римская книга имела форму свитка, навернутого на палку с утолщенными концами; на верхнем конце прикреплялся ярлычок с обозначением заглавия, который высовывался из футляра, большей частью кожаного, соответствовавшего нашему переплету. Для переноски такие свитки помещались в круглые корзинки, с отверстиями во внутренней крышке. В библиотеках эти свитки не ставились, а клались на полки так, чтобы ярлычки были на виду. Писали на одной стороне, либо одной вертикальной колонкой, длина которой равнялась длине свитка, либо рядом многих параллельных колонок. Книжные магазины в Риме служили местом свидания литераторов, учёных и любителей литературы; при магазинах были и кабинеты для чтения, где за небольшую плату можно было просмотреть новинки или сличить свой экземпляр известного сочинения с таким, который был исправлен грамматиком, содержавшимся для этой цели при магазине и копировальном зале. Ввиду сравнительной дешевизны папируса и безусловной дешевизны труда, книги в Риме были недороги. Кроме обыкновенных дешёвых экземпляров, были и чудеса каллиграфического искусства, экземпляры роскошно иллюстрированные; были книжки-крошки; Цицерон видел экземпляр «Илиады», который мог поместиться в скорлупе ореха.
В школах, бухгалтерии и для заметок обычно использовались восковые таблички. Они имели преимущество многократного использования: воск можно было расплавить и наносить новый текст. Связывание таких табличек — возможный предшественник современных книг.

### Самые старинные рукописи
Свитки папируса были ещё распространены, когда в I веке н. э. появились старинные рукописи (кодексы). Постепенно их стали использовать всё чаще и чаще; первое письменное упоминание о рукописях как разновидности книг относится к концу I века, когда Марциал хвалит их компактность. В языческом мире рукопись не нашла признания и только с христианством была популяризирована и получила широкое распространение.
Сперва старинная рукопись использовалась для ведения бухгалтерии, но, с развитием пергамента в III веке н. э., постепенно начала вытеснять папирусы. Это происходило уже в христианском мире. Причин принятия рукописи как основного вида книг несколько: она экономична, поскольку можно использовать обе стороны листа; её легко спрятать; она была удобна и доступна. Возможно, христианские авторы использовали рукописи нарочно, чтобы они не были похожи на языческие тексты, которые обычно писались в форме свитков.

## Средневековье

### Рукописи
Падение Римской империи в V веке уменьшило её культурное влияние на остальной мир. В Западной Римской империи традиции письма латынью хранили в монастырях, так как сначала Кассиодор в монастыре Вивария, а позже Бенедикт Нурсийский в VI веке подчеркнули важность переписывания текстов.
Перед изобретением и внедрением печатного станка почти все книги переписывались вручную, что делало книги дорогими и редкими. Существовало четыре типа писцов:
1. «Копировщики», они имели дело с массовым производством и с корреспонденцией
2. «Каллиграфы», которые имели дело с производством важных книг
3. «Корректоры», сопоставлявшие и сравнивавшие законченную книгу с рукописью, с которой её копировали
4. «Рубрикаторы», которые рисовали красные буквы; и «Иллюминаторы», которые рисовали иллюстрации

В VII веке ирландские монахи ввели пробелы между словами. Это облегчило им чтение, так как они не очень хорошо знали латынь. Но до XII века пробелы так и не получили широкого распространения. Предполагают, что переход к использованию пробела между словами отражает переход от «полунапевного» чтения к чтению «про себя».
Падение античной цивилизации прежде всего изменило внешний вид книги; папирусные фабрики закрываются одна за другой, и в Европе папирус становится всё более и более редким, да он по своей непрочности и не совсем был удобен для тех книг, которые были в наибольшем ходу в начале средних веков. Для Священного Писания и книг богослужебных, предназначенных для ежедневного пользования, более подходила долговечная велень (кожа теленка) или пергамент, употреблявшийся и прежде папируса, но вытесненный его дешевизной. Теперь он снова входит во всеобщее употребление; его листы соединяются в тома, которые вполне соответствуют современной нам форме книги. В Восточной Римской империи были особые мастерские для его обработки, и писцы получали его совсем готовым; на Западе они большей частью сами обделывали его: бритвой снимали жир и пятна, пемзой очищали волосы и жилы, выглаживали и разлиновывали особым ножом.
Писали крупно, четко и красиво; в отделке заглавных букв доходили до необыкновенной роскоши. Иногда (с III по VII века) пергамент окрашивали в красную или другую краску и всю рукопись писали разведённым серебром, а заглавные буквы золотом. Поскольку высушенный пергамент плохо формуется, книги были оснащены зажимами или обвязкой. Обложки были сделаны из древесины и покрыты кожей. Понятно, что книги в то время были страшно дороги: за красиво написанный и разрисованный молитвослов или псалтырь уступали иногда целые имения; бывали случаи, что в целом христианском городе не оказывалось ни одной книги. В мусульманском мире книжное дело стояло в это время очень высоко: в Испании насчитывали 70 общественных библиотек, и в кордовской библиотеке было, говорят, до 400 000 томов.
Первые книги переписывались в основном в монастырях, по одной за раз. С развитием в XIII веке университетов, спрос на книги возрос и появился новый способ копирования. Книги делились на отдельные листы («пециа»), которые выдавались копировщикам. Таким образом, значительно увеличивалась скорость производства книг. Способ понравился гильдиям торговцев, которые производили как религиозный, так и не религиозный материал.
В Европе книги стали дешевле и доступнее, когда стало распространяться употребление бумаги, тем более что с этим совпал сильный подъём интеллектуальной жизни после крестовых походов, а также развитие университетов. В XIII веке при университетах был особый вид должностных лиц, так называемые стационарии; они давали студентам списывать учебники, брали книги на комиссию от ростовщиков-евреев, которые сами не имели права торговать книгами, и от уезжавших студентов; эти стационарии были, таким образом, первыми продавцами книг в средневековой Европе. В начале XIV веке в Париже книготорговцы в собственном смысле уже отделились от стационариев; но и они приносили присягу университету и были подчинены его ведению. Были также и присяжные продавцы писчих материалов. В конце XIV и начале XV века в Латинском квартале целые дома и переулки были заселены переписчиками, каллиграфами, переплётчиками, миниатюристами (иначе, иллюминаторами), пергаментщиками, продавцами бумаги и прочим. В Лондоне переписчики (text-writers) в 1403 году соединились в особый цех, то же, местами, было и в Голландии. В Италии в XV веке были книготорговцы, содержавшие при своем магазине массу писцов, следовательно, способные издавать книги и до книгопечатания. Во времена позднего Средневековья во всех больших городах Европы были уже общественные библиотеки, из которых иные книги выдавались на дом (libri vagantes); другие, особенно ценные и объемистые, прикреплялись к письменным столикам или книжным полкам железными цепями, чтобы предотвратить воровство. Этот способ использовался до XVIII века, а книги, закреплённые таким образом, назывались лат. libri catenati. Почти везде были книготорговцы и общества переписчиков, старавшиеся удовлетворить не только богатых любителей, но и людей среднего состояния молитвенниками, книгами поучительными и даже забавными.
Сохранились около 300 тыс. латинских, 55 тыс. греческих, 30 тыс. армянских и 12 тыс. грузинских рукописей.

### Ксилография и инкунабулы
Первой печатной книгой считают буддийский свиток-амулет «Сутра великого заклинания незапятнанного чистого света», созданный с помощью ксилографии в Корее в период с 704 по 751 год. В Западной Европе ксилография появилась в начале XIV века. В ксилографии матрица с изображением страницы вырезалась из куска древесины. Её можно было окунуть в чернила и использовать, чтобы сделать несколько копий страницы. Книги, так же, как игральные карты и религиозные изображения, начали производить ксилографией. Но создание книги было кропотливым процессом, так как для каждой страницы нужно было делать свою резьбу. Кроме того, дерево было недолговечно — оно легко стиралось и трескалось.
Китайский изобретатель Би Шэн разработал наборную керамическую матрицу предположительно в 1045 году, но примеров его печати не сохранилось. Он выкладывал символы в мелкий поддон, покрытый расплавленным воском. Затем прикладывал доску и надавливал на неё, пока все символы не выравнивались до одного уровня. Когда воск охлаждался, он использовал этот поддон для печати.
В XV веке Иоганн Гутенберг создал печатный станок с металлическими наборными элементами, что сделало книги сравнительно доступными (хотя для большинства всё ещё весьма дорогими). Параллельно с первыми книгами, напечатанными с помощью металлических наборных элементов, в Европе появились и первые ксилографические книги (блокбухи).
Печатные книги, отдельные листы и иллюстрации, созданные в Европе до 1501 года, известны как инкунабулы (лат. incunabula — «колыбель»). Ранние печатные издания первой половины XVI века именуются палеотипами.

### Бумага
Хотя изготовление бумаги в Европе началось около XI века, вплоть до начала XVI века и бумага и велень производились практически в одинаковых объёмах, но велень была дороже и прочнее. Печатники и издатели часто выпускали ту же самую публикацию на двух материалах, чтобы угодить всем потребителям. Как и многие другие средневековые изобретения, первая бумага была сделана в Китае, в 200 г. до н. э. и достигла Европы через мусульманские территории. Сначала её делали из ткани, но промышленная революция позволила начать делать бумагу из более дешёвого материала — целлюлозы.

## Новое время
Несмотря на рост масштабов книгопечати в XV веке, книги ещё издавались в ограниченных тиражах и были весьма дороги.
В XVI веке печатное дело все более и более распространялось: религиозные споры давали громадный материал для печати. Во Франции Сорбонна всеми силами старалась наложить запрещение на книгопечатание. Франциск I в 1534 г. издал приказ закрыть все типографии, но сопротивление парламента спасло печатников от угрожавшей им опасности. В Англии было ограничено число типографий; вообще во всех странах, кроме Германии, был установлен бдительный надзор за типографиями. В этом столетии особенно известен венецианский печатник и гуманист Альд Мануций: он много заботился об издании греческих и латинских классиков, при издании которых впервые применил формат in octavo, раньше употреблявшийся лишь для богослужебных книг; он же ввел новый итальянский шрифт, названный альдинским (см. Альдины). По примеру Альда печатание классических произведений распространилось по всей Европе.
В XVII веке в Германии вследствие Тридцатилетней войны печатное дело пришло в упадок. В Англии печатное дело терпело сильные преследования; во Франции оно также было в упадке: выделялись лишь своим изяществом произведения королевской луврской типографии, основанной в 1640 г. Только в Нидерландах печатное искусство свободно развивалось: выдвинулась в Лейдене и Амстердаме семья Эльзевиров, из которых Абрам ввел в книжном деле весьма удобный формат in 12°; так называемые эльзевиры отличались красивой ровной печатью и безошибочным набором, а также дешевизной. Печатник Блаеу улучшил печатный станок. В то же время увеличилось количество шрифтов; особенно вошли в употребление мелкие шрифты (нонпарель и петит).
XVIII век вознёс книгу на небывалую высоту. Знаменитая «Энциклопедия» Дидро наглядно показывает, что и толстые, дорогие книги в то время стали предназначаться для массы образованных людей, для среднего сословия.
В 1810 г. был изобретен Кёнигом паровой печатный станок; ротационная машина дала возможность печатать до 12 000 листов в час.
В первой четверти XIX века в истории развития книги замечаются два явления огромной важности. Хорошая книга стала обогащать автора — обогащать не посредством подарков и пенсий от богачей или правительства, но посредством покупателей, публики; знаменитые писатели становятся богачами, и литературный труд, при благоприятных условиях, даже заурядному работнику дает средства к безбедному существованию. С другой стороны, предприимчивые издатели (один из первых — Констебль в Англии) задались высокополезной задачей удешевить хорошую книгу до такой степени, чтобы всякий сколько-нибудь обеспеченный человек мог, без больших затрат, составить себе целую библиотеку.
Первое явление в передовых странах Европы к середине XIX века стало общим: большинство талантливых писателей могли хорошо жить доходами от продажи своих книг; вместе с этим они стали и крупной политической силой. Крайнее удешевление хорошей книги стало возможным только в 3-й четверти XIX века. Специально для простого народа издавались целые библиотечки полезных книг по такой цене, которая своей дешевизной уничтожала плохие лубочные издания.
К середине XX века производство книг в Европе перешагнуло отметку 200 тыс. наименований в год.
Всего на сегодня существует примерно 130 миллионов наименований книг.